# Peña Alta, Puebla
Peña Alta är en ort i Mexiko.   Den ligger i kommunen San Sebastián Tlacotepec och delstaten Puebla, i den sydöstra delen av landet, 270 km sydost om huvudstaden Mexico City. Peña Alta ligger 1 137 meter över havet och antalet invånare är 143.
Terrängen runt Peña Alta är huvudsakligen bergig, men österut är den kuperad. Terrängen runt Peña Alta sluttar österut. Runt Peña Alta är det ganska tätbefolkat, med 120 invånare per kvadratkilometer. Närmaste större samhälle är Huautla de Jiménez, 18,1 km söder om Peña Alta. I omgivningarna runt Peña Alta växer i huvudsak städsegrön lövskog.